# Pasquale de Rossi (pittore)

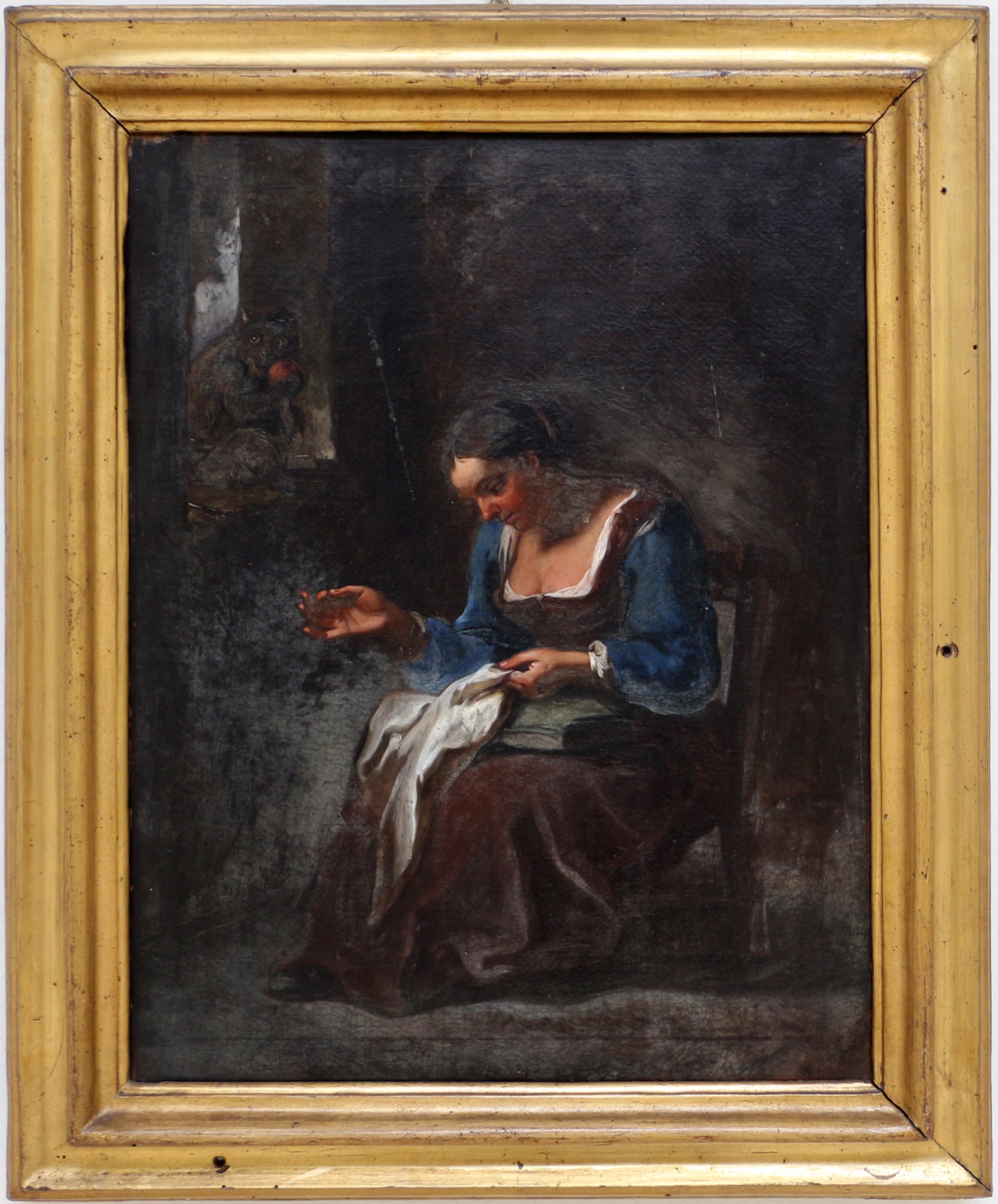
Donna che cuce, Pinacoteca della città di Ravenna

Pasquale de Rossi detto Pasqualino Rossi e citato a volte come Pasquale Rossi (Vicenza, 1639 – Roma, 1722) è stato un pittore italiano, nato a Vicenza, attivo a Roma e nelle Marche nel periodo Barocco. Fu tra i più importanti esponenti della pittura di genere in Italia, di ispirazione olandese.

## Biografia
Fu un autodidatta che si formò all'interno dei canoni della scuola veneta e subì grandi influenze da quella romana.

### Le origini vicentine
Informa delle origini vicentine del pittore il suo primo biografo, padre Pellegrino Antonio Orlandi, che nel 1704 registra il 1641 quale data di nascita e il 1670 quale anno di aggregazione all'Accademia del disegno a Roma. Tra i rarissimi documenti che riguardano direttamente l'artista è lo Stato della anime della parrocchia romana di Sant'Andrea delle Fratte, che descrive la composizione della sua famiglia nel 1721: "Pasqualino del Rossi, veneto, pittore, anni 81", la moglie Caterina Fiaschetti di sessantuno anni, due figli e una figlia ventenni, una nipotina di tre anni. Le due testimonianze trovano accordo solo se si presume che l'artista fosse allora nel suo ottantunesimo anno di vita, e avesse pertanto compiuto gli ottant'anni. Sarebbe scomparso poco dopo, il 28 giugno 1722. In realtà, da tempo doveva aver abbandonato i pennelli, e forse aveva passato la tavolozza e gli altri strumenti del mestiere alle figlie che aveva istruito, una delle quali è menzionata dall'Orlandi, sempre nell'Abecedario pittorico del 1704, per la predisposizione al disegno e alla pittura.

### Il periodo romano
Benché la sua presenza a Roma sia registrata molto presto, con l'elezione a virtuoso nella Congregazione dei Virtuosi al Pantheon nel 1668, che precede di due anni l'iscrizione all'Accademia di San Luca, e possa risalire addirittura al 1666, quando una sua opera è verosimilmente registrata nella collezione Doria Pamphilj, la critica ha ravvisato l'importanza dell'iniziale esperienza veneta, sia in ragione dello stile, sia in rapporto alle tematiche della sua pittura, che ricordano le opere di Pietro della Vecchia e di Matteo Ghidoni detto Matteo de' Pitocchi.
La sua inclinazione alla pittura di genere e di carattere aneddotico trova espressione in alcuni soggetti ricorrenti, come quello della Scuola di cucito e di lettura, bene esemplificato dalla tela del Louvre, il tema del maestro di musica con ragazzi che suonano o della maestra di ricamo con giovani donne e bambine, per i quali si ricordano le due tele già in collezione Bellini a Firenze e il Maestro di scuola dello Statens Museum for Kunst di Copenaghen, o altri dipinti con concerti e con suonatori ambulanti, ad esempio la piccola tela della Walters Art Gallery di Baltimora, oppure singole figure, come il Fumatore e la Donna che cuce del Museo d'arte della città di Ravenna, ma anche singole teste quali la Testa di uomo e la Testa di vecchio della Galleria Pallavicini di Roma; opere di piccolo formato destinate alle collezioni delle principali famiglie nella Roma del tempo, dai Colonna ai Chigi, dai Pallavicini ai Doria Pamphilj e agli Ottoboni, la famiglia papale di origine veneta; ma il collezionista che più degli altri apprezzò la sua pittura, seducente per la sensibile interpretazione secentesca del tenero modellato di Correggio e del giovane Annibale Carracci, per il brillante recupero dei modelli cinquecenteschi nel gruppo equilibrato delle Sacre Famiglie e per la spontanea facilità della sua spensierata pittura giovanile, fu il celebre Gaspar Méndez de Haro, VII marchese del Carpio, che nei pochi anni del soggiorno a Roma in qualità di ambasciatore del re di Spagna presso il pontefice, tra il 1677 e il 1683, acquisì per la sua strepitosa raccolta, poi trasferita a Napoli a seguito della nomina a viceré, oltre quaranta quadri dell'artista vicentino, dai soggetti più vari.
Pasqualino Rossi lasciò poche pale d'altare nelle chiese romane, se si considerano i lunghi decenni della sua permanenza a Roma, sua nuova patria benché le testimonianze antiche lo ricordino costantemente come "Pasqualino veneto": le tele nella cappella di Santa Rosa da Viterbo nella chiesa di Santa Maria in Aracoeli, il Cristo nell'orto nella chiesa dei Santi Carlo e Ambrogio al Corso, il Battesimo di Cristo della Basilica di Santa Maria del Popolo (posto nell'antico battistero, appena a sinistra dell'ingresso) e poche altre.

### Il periodo marchigiano

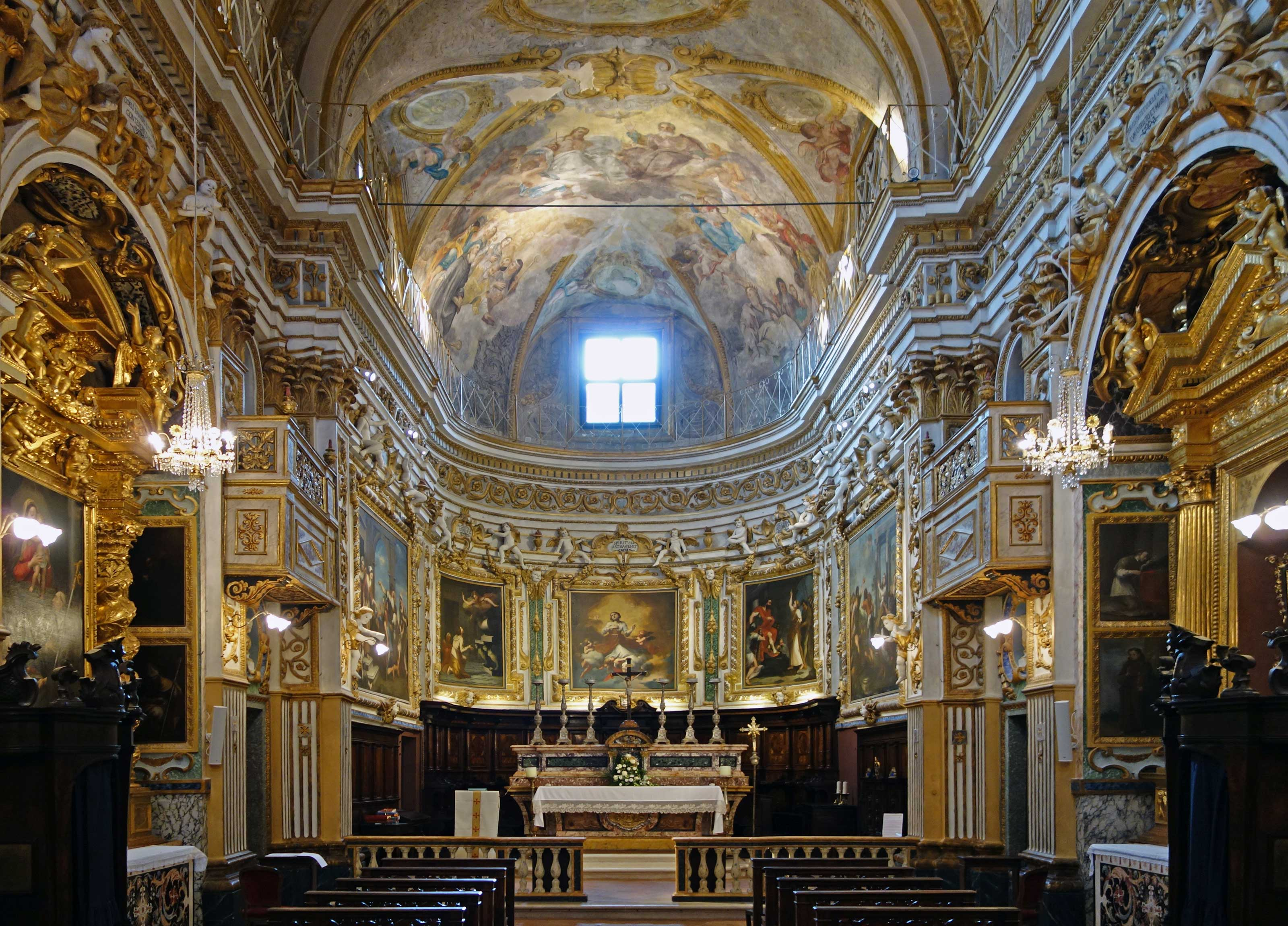
Lo sfarzoso interno della Chiesa di Santa Lucia a Serra San Quirico

In compenso, numerose sono le tele eseguite per gli edifici ecclesiastici delle Marche: a Fabriano, Serra San Quirico e Cagli. Se quelle della chiesa di San Bartolomeo a Cagli, con le storie della vita del santo, del 1699 circa, documentano la tarda attività dell'artista (il quale nel 1706, «in età avanzato, podagroso, e non capace d'alcuni anni in qua di pennelleggiar tanto bene, quanto faceva», come riportava l'abate Melchiori, ancora forniva dieci dipinti alla collezione dell'arcivescovo di Magonza, Lothar Franz), le più apprezzabili tele della chiesa di San Benedetto e di San Biagio di Fabriano risalgono agli anni settanta e mostrano la sua piena maturità. Ma le opere più seducenti si conservano a Serra San Quirico, nella Chiesa di Santa Lucia, dove si ammirano in particolare le cinque tele con Storie della vita di santa Lucia, in sequenza narrativa come gli episodi nelle predelle degli antichi dipinti su tavola, la cui vivace sensibilità aneddotica trova i presupposti figurativi nella pala di santa Lucia di Lorenzo Lotto a Jesi.